# Patiutî, Kozeleț
Patiutî (în ucraineană Патюти) este localitatea de reședință a comunei Patiutî din raionul Kozeleț, regiunea Cernihiv, Ucraina.

## Demografie
Componența lingvistică a localității Patiutî
     Ucraineană (98,93%)
     Alte limbi (1,06%)
Conform recensământului din 2001, majoritatea populației localității Patiutî era vorbitoare de ucraineană (98,93%), existând în minoritate și vorbitori de alte limbi.